# Anagyrus laeviceps
Anagyrus laeviceps är en stekelart som beskrevs av Perkins 1910. Anagyrus laeviceps ingår i släktet Anagyrus och familjen sköldlussteklar. Inga underarter finns listade i Catalogue of Life.